# Bornaprin
Bornaprin (Handelsname Sormodren, von Viatris) ist eine synthetisch hergestellte chemische Verbindung aus der Gruppe der Norbornan-Derivate. Sie wird als Arzneistoff der Gruppe der Anticholinergika in der Behandlung der Parkinson-Krankheit und des übermäßigen Schwitzens (Hyperhidrose) eingesetzt. Entwickelt und patentiert wurde die Substanz 1956 bei der Knoll AG; in der Arzneimittelherstellung  wird das besser wasserlösliche Bornaprinhydrochlorid verwendet.

## Klinische Angaben

### Anwendungsgebiete
Zugelassene Anwendungsgebiete von Bornaprin sind:
- tremordominante Parkinsonsyndrome,
- durch Neuroleptika hervorgerufene extrapyramidale Symptome wie z. B. Zungen-, Schlund- und Blickkrämpfe, Akathisie und Parkinsonoid,
- Hyperhidrosis.[1]

Indikationen für die Anwendung bei Kindern liegen nicht vor.

### Gegenanzeigen und Anwendungsbeschränkungen
Als Gegenanzeigen für eine Therapie mit Bornaprin gelten Überempfindlichkeit gegen den Wirkstoff, Grüner Star, mechanische Verengungen im Magen-Darm-Trakt, Megakolon, Darmverschluss sowie Gedächtnisstörungen.
Besondere Vorsicht ist geboten bei benigner Prostatahyperplasie, Erkrankungen, bei denen die Gefahr von Vorhofflimmern besteht, sowie bei Koronarinsuffizienz.

### Wechselwirkungen mit anderen Medikamenten
Eine Verstärkung der Nebenwirkungen kann eintreten bei gleichzeitiger Verabreichung anderer anticholinerg wirkender Arzneimittel wie z. B. Psychopharmaka, anderer Parkinsonmittel, Antihistaminika und Spasmolytika. Weitere Wechselwirkungen bestehen mit Chinidin (Verstärkung der Herz-Kreislauf-Wirkung, insbesondere auf die AV-Überleitung); Levodopa (Verstärkung von Dyskinesien); Pethidin (Verstärkung der zentralnervösen Wirkungen); Alkohol; Metoclopramid (Aufhebung der Wirkung); Trizyklischen Antidepressiva (schwere anticholinerge Effekte wie z. B. paralytischer Ileus, Hyperpyrexie).

### Unerwünschte Wirkungen
Nebenwirkungen treten besonders zu Beginn der Behandlung und bei zu rascher Dosissteigerung auf. Dabei kann es sich um Überempfindlichkeitsreaktionen, psychiatrische Störungen (Unruhe, Erregung, Verwirrtheit, Delirien, Halluzinationen, Nervosität, Schlafstörungen) und Erkrankungen des Nervensystems (Schwindel, Benommenheit, Gedächtnisstörungen, Kopfschmerz, Dyskinesie) handeln. Weiterhin wurden  Akkommodationsstörungen, Mydriasis, Photophobie, Engwinkelglaukom, Mundtrockenheit, Magenschmerzen, Verstopfung, Schweißminderung, Miktionsstörungen, Harnverhaltung, Müdigkeit und erhöhte Herzfrequenz beobachtet, die Häufigkeiten sind unbekannt.

## Pharmakologische Eigenschaften

### Wirkungsmechanismus
Nach Aufnahme in den Körper und Passage der Blut-Hirn-Schranke wirkt Bornaprin als kompetitiver Antagonist an den muskarinischen Acetylcholinrezeptoren und blockiert damit die Bindung von Acetylcholin. Es wirkt deutlich stärker an den zentralen Muskarinrezeptoren als an den peripheren und bindet vor allem an den M1-Rezeptoren.

### Aufnahme und Verteilung im Körper
Bornaprin ist oral wirksam. Es wird nach der Einnahme schnell und gut resorbiert, die Plasmaproteinbindung liegt in vitro bei 96 %. Die Metaboliten sowie die geringen Mengen unveränderter Substanz werden überwiegend renal ausgeschieden – innerhalb von fünf Tagen etwa 80 % der eingenommenen Dosis.

### Toxikologie
Eine akute Überdosierung von Bornaprin zeigt sich durch die gleichen Symptome, die als Nebenwirkung auftreten können. Beim Auftreten von Krämpfen können die üblichen Notfallmedikamente angewandt werden. Der Einsatz von Betablockern kann erwogen werden.
Versuche an Tieren haben gezeigt, dass es erst bei hohen Dosen (bis zu 250 mg/kgKG bei der Ratte bzw. 8 mg/kgKG beim Hund) zu reversiblen Beeinflussungen des Leberstoffwechsels kam. Darunter konnten keine wesentlichen Anhaltspunkte für eine toxische Wirkung beobachtet werden.

## Sonstige Informationen
Bornaprinhaltige Medikamente sind apotheken- und verschreibungspflichtig.

## Handelsnamen
Sormodren (D, A, CH, I)